# Journal of Biblical Literature
Il  Journal of Biblical Literature  è una delle tre pubblicazioni accademiche a cura della Society of Biblical Literature. Fondata nel 1881, è una rivista trimestrale disponibile online che in formato cartaceo. I redattori sono i membri della SBL che vi pubblicano articoli, note critiche e recensioni di monografie.

## Storia
Il primo numero della rivista uscì in stampa nel 1881 col titolo di Journal of the Society of Biblical Literature and Exegesis e periodicità annuale, che conservò fino al 1905, ad unica eccezione del biennio 1886-1887, in cui vi furono due numeri per anno.

Il titolo attuale fu adottato a partire dal 1890, nei numeri raccolti nel nono volume.
Durante il quarto convegno dell'associazione tenutosi il 29 dicembre 1881, il direttivo decise di stampare la rivista con una tiratura di 500 copie, allegandovi il testo completo degli interventi all'incontro annuale dell'associazione nel mese di giugno.

Dal 1906 al 1911 divenne semestrale, e infine trimestrale a partire dal 1912, con un'interruzione nel 1915 e alcune sporadiche eccezioni in cui uscirono due numeri all'anno..
Nel 1906 il segretario della SBL inoltrò ai membri dell'associazione la risposta del Terzo Assistente Direttore delle Poste e Telecomunicazioni degli Stati Uniti che rifiutava di classificare la rivista nella seconda classe delle pubblicazioni, motivata dal fatto che non fosse scientifica.

Samuale Sharpe, banchiere, traduttore biblico ed egittologo, curò a Londra la pubblicazione di un giornale omonimo, fino all'insediamento della SBL. Nel periodo fra la Prima guerra mondiale e l'ascesa del nazismo, il giornale uscì in stampa anche a Lipsia, finché le devastazioni belliche non ne impedirono la distribuzione, a partire dal 1916

## Archivio
I numeri degli ultimi tre anni sono liberamente scaricabili in formato PDF, previa registrazione al sito.
L'intero archivio a partire dal 1881 è consultabile su JSTOR